# Przetwornik
Przetwornik – urządzenie dokonujące przekształcenia danej wielkości na inną wielkość według określonej zależności i z pewną dokładnością.
Przetworniki są wykorzystywane na przykład w układach z czujnikami, dzięki czemu sygnał z czujnika, który zwykle jest słaby i trudny w przekazywaniu na odległość, zostaje przekształcony do postaci i wartości użytecznej dla dalszego procesu jego przetwarzania. Najczęściej przetworniki realizują przekształcanie wielkości fizycznych na wielkości elektryczne takie jak napięcie elektryczne lub natężenie prądu.
Do najczęściej stosowanych przetworników należą:
- kotły
- transformatory
- generatory elektryczne
- sprężarki
- przekładniki napięciowe i prądowe
- analogowo-cyfrowe
- cyfrowo-analogowe
- elektroakustyczne
- hallotronowe
- gaussotronowe
- indukcyjnościowe
- pojemnościowe
- fotoelektryczne
- termoelektryczne
- tensometryczne
- konduktometryczne
- pehametryczne
- ultradźwiękowe
- piezoelektryczne
- ciśnienia
- różnicy ciśnień
- przepływu
- temperatury.